# هربرت کیچنر
فیلد مارشال هوریشیو هربرت کیچنر، اولین ارل کیچنر (به انگلیسی: Herbert Kitchener, 1st Earl Kitchener؛ ‎/ˈkɪtʃ[invalid input: 'ɨ']nər/‎
؛ ۲۴ ژوئن ۱۸۵۰ – ۵ ژوئن ۱۹۱۶) یک سیاست‌مدار و نظامی اهل بریتانیا بود. او افسر ارشد ارتش بریتانیا و سرپرست مستعمراتی بود که در لشکرکشی‌های امپراتوری بریتانیا و بعدها در نقش محوری که در اوایل جنگ جهانی اول به عهده داشت شهرت فراوانی کسب کرد اگر چه او در نیمه جنگ درگذشت.
کیچنر در ۵ ژوئن سال ۱۹۱۶ وقتی که کشتی اچ‌ام‌اس نیوهمپشایر در غرب جزایر اورکنی اسکاتلند غرق شد درگذشت. او در راه روسیه به منظور شرکت در مذاکرات بود که کشتی با مین آلمانی برخورد کرد و او یکی از بیش از ۶۰۰ نفری بود که در این کشتی کشته شدند. وی همچنین برندهٔ جوایزی همچون لژیون دونور (شوالیه) شده است.